# Last Night When We Were Young
Last Night When We Were Young è un album di Art Farmer e Quincy Jones, pubblicato dalla ABC-Paramount Records nel 1958.

## Tracce
Lato A
1. Two Sleepy People – 3:16 (Hoagy Carmichael, Frank Loesser) – Registrato il 29 aprile 1957 a New York
2. Someone to Watch over Me – 3:30 (George Gershwin, Ira Gershwin) – Registrato il 28 marzo 1957 a New York
3. I Concentrate on You – 2:47 (Cole Porter) – Registrato il 29 aprile 1957 a New York
4. Ill Wind – 3:39 (Ted Koehler, Harold Arlen) – Registrato il 28 marzo 1957 a New York

Lato B
1. Last Night When We Were Young – 2:55 (Harold Arlen, Yip Harburg) – Registrato il 29 aprile 1957 a New York
2. Out of the World – 4:03 (Harold Arlen, Johnny Mercer) – Registrato il 24 aprile 1957 a New York
3. When I Fall in Love – 3:23 (Albert Seldon) – Registrato il 29 aprile 1957 a New York
4. Tangorine – 2:52 (Dizzy Gillespie) – Registrato il 28 marzo 1957 a New York
5. What's Good About Goodbyes – 3:33 (Harold Arlen, Leo Robin) – Registrato il 24 aprile 1957 a New York[1]

Edizione CD del 2008, pubblicato dalla Lone Hill Jazz Records
1. Two Sleepye People – 3:16 (Hoagy Carmichael, Frank Loesser)
2. Someone to Watch over Me – 3:30 (George Gershwin, Ira Gershwin)
3. I Concentrate on You – 2:47 (Cole Porter)
4. Ill Wind – 3:39 (Ted Koehler, Harold Arlen)
5. Last Night When We Were Young – 2:55 (Harold Arlen, Yip Harburg)
6. Out of This World – 4:03 (Harold Arlen, Johnny Mercer)
7. When I Fall in Love – 3:23 (Albert Seldon)
8. Tangorine – 2:52 (Dizzy Gillespie)
9. What's Good About Goodbye? – 3:33 (Harold Arlen, Leo Robin)
10. Pogo Stick – 6:18 (Quincy Jones) – Bonus Track
11. Liza – 5:35 (George Gershwin, Ira Gershwin) – Bonus Track
12. Jones Bones – 5:41 (Quincy Jones) – Bonus Track
13. Sometimes I'm Happy – 5:53 (Irving Caesar, Clifford Grey, Vincent Youmans) – Bonus Track[2]

- Brani CD - numero 10, 11, 12 e 13 registrati il 10 novembre 1953 a Stoccolma (Svezia)[3]

## Musicisti
Brani A1, A3, B1 e B3
- Art Farmer - tromba
- Quincy Jones - conduttore musicale, arrangiamenti
- Barry Galbraith - chitarra
- Hank Jones - pianoforte
- Addison Farmer - contrabbasso
- Sol Gubin - batteria
- Harry Lookofsky - violino
- Sal Shapiro - violino
- Leonard Posner - violino
- Gene Orloff - violino
- Alvin Rudnitsky - violino
- Howard Kay - viola
- Burt Fisch - viola
- Gerald Sappino - flauto
- Stanley Webb - flauto
- Sal Amato - flauto
- Maurice Brown - violoncello
- Betty Glamann - arpa

Brani A2, A4 e B4
- Art Farmer - tromba
- Quincy Jones - conduttore musicale, arrangiamenti
- Thomas Kay - chitarra
- Hank Jones - pianoforte
- James Buffington - corno francese
- Romeo Penque - flauto
- George Ricci - violoncello
- Addison Farmer - contrabbasso
- Osie Johnson - batteria
- Walter Trampler - viola
- David Mankovitz - viola
- Harry Lookofsky - violino
- Arnold Eidus - violino
- Gene Orloff - violino
- Julius Held - violino
- Leonard Posner - violino

Brani B2 e B5
- Art Farmer - tromba
- Quincy Jones - conduttore musicale, arrangiamenti
- Barry Galbraith - chitarra
- Hank Jones - pianoforte
- Addison Farmer - contrabbasso
- Sol Gubin - batteria
- Don Corrado - corno francese
- Sal Amato - flauto
- George Ricci - violoncello
- Harry Lookofsky - violino
- Leonard Posner - violino
- Gene Orloff - violino
- Harry Urbout - vilino
- Arnold Eidus - violino
- David Mankovitz - viola
- Howard Kay - viola

Brani CD numero 10, 11, 12 e 13
- Art Farmer - tromba
- Quincy Jones - conduttore musicale, arrangiamenti
- Jimmy Cleveland - trombone
- Ake Persson - trombone
- Arne Domnérus - sassofono alto, clarinetto
- Lars Gullin - sassofono baritono
- Bengt Hallberg - pianoforte
- Simon Brehm - contrabbasso
- Alan Dawson - batteria